# Zrinski Topolovac
Zrinski Topolovac je općina u Hrvatskoj, smještena u Bjelovarsko-bilogorskoj županiji.

## Zemljopis
Smještena je na samom početku južne strane Bilogore. Kraj tog područja je nizinsko brežuljkast. Općina se sastoji od 3 mjesta: Zrinski Topolovac, Jakopovac i Križ Gornji.

## Stanovništvo
Po popisu stanovništva iz 2001. godine, općina Zrinski Topolovac je imala 1000 stanovnika te 283 obiteljskih kućanstava. Stanovništvo se uglavnom bavi poljoprivredom.
Prema popisu stanovništva iz 2001. godine, naselje Zrinski Topolovac imalo je 676 stanovnika te 177 obiteljskih kućanstava.
| broj stanovnika | 1580  | 1745  | 1659  | 1900  | 2024  | 2120  | 2067  | 1997  | 1878  | 1896  | 1736  | 1515  | 1291  | 1087  | 1000  | 890   | 747   |
|                 | 1857. | 1869. | 1880. | 1890. | 1900. | 1910. | 1921. | 1931. | 1948. | 1953. | 1961. | 1971. | 1981. | 1991. | 2001. | 2011. | 2021. |

| broj stanovnika | 967   | 1056  | 969   | 1102  | 1215  | 1253  | 1209  | 1134  | 1122  | 1134  | 1079  | 959   | 824   | 700   | 676   | 608   | 524   |
|                 | 1857. | 1869. | 1880. | 1890. | 1900. | 1910. | 1921. | 1931. | 1948. | 1953. | 1961. | 1971. | 1981. | 1991. | 2001. | 2011. | 2021. |

### Naselje Zrinski Topolovac
- 2001. – ukupno 676
- 1991. – ukupno 700 (od toga su Hrvati – 694, Srbi – 2, Jugoslaveni – 2, ostali – 2)
- 1981. – ukupno 824 (od toga su Hrvati – 814, Srbi – 2, Jugoslaveni – 1, ostali – 7)
- 1971. – ukupno 959 (od toga su Hrvati – 950, Srbi – 5, Jugoslaveni – 2, ostali – 2)

## Uprava
Načelnica općine je Jasna Mikles Horvat.

## Povijest
Mnogi se neupućeni zapitaše stigavši ovamo, kako to da su baš ove dvije riječi u imenu tog ljupkog mjesta. Otkuda "Topolovac" kad nema gotovo ni jedne topole u njemu. Više je lipa, jablana, vrba i bagrema, livadskih hrastova i oniskog voća. Pa onda "Zrinski"! Zamislite, naše je mjesto jedino u državi koje nosi ime najodličnije hrvatske velikaške obitelji zatrtog roda i imena. Upravo o tome istražujemo u zadnje vrijeme…
Državni arhiv u Bjelovaru: gruntovna knjiga
```
    Da, teško je seoskom naselju otprve pogoditi starost, puno teže nego gradovima, jer ondje su kamena zdanja i građevine koje se mogu poredati po postanku lijepim imenima umjetničkih razdoblja: romanika, gotika, renesansa, barok, klasicizam, secesija... Ono što se znade, naslućuje i snažno osjeti jest da je taj Zrinski Topolovac stariji i od imena čestitih bribirskih knezova Šubića, kasnije prozvanih Zrinskima. Imade Zrinski Topolovac carske pečate i odličja, dičnu prošlost i povijest teško odgonetivu i iskazivu. Rimske tragove, ilirska selišta, keltske vještine, sve nešto što bi valjalo istražiti, rasvijetliti i iskopati. Malu hrvatsku velikašku utvrdu o kojoj se ispredahu legende, otpor turskoj najezdi o čemu ostadoše ožiljci na prezimenima i toponimima. Pa terezijansku i franzjozefinsku notu, a kroz sve to tegobno doba priču hrvatskog seljaka o borbi, opstanku, slobodi, preživljavanju i trpljenju. Nekada mnogo veći nego danas, slao je on svoje sinove na pruska, francuska, talijanska, ruska i južna bojišta, kamo god je veliko carstvo osjetilo prijetnju.
```

```
    Da je područje današnje župe ranije bilo gusto naseljeno potvrđuje i činjenica da su nekad na tom istom prostoru postojale čak 4 župe! 1334. godine se spominje župa Bl. Dj. Marije na posjedu Bradna, pače dvije župe. Naime, spominje se i crkva sv. Ladislava, vezano uz Bradnu, što bi odgovaralo Ladislavu Sokolovačkom. Te dvije župe bile su 1501. godine u okviru Kalničkog arhiđakonata. Isprave spominju župu Sv. Križa sa sjedištem in Velyka, danas u Gornjem Križu. Tada se uz župu Sv. Križa na Velikoj spominje i župa u Domanjkušu, tada obje župe u donjem dijelu Komarničkog arhiđakonata. Tek 1591. godine spominje se župa Topolovec (Topolovecz) u donjem dijelu Komar- ničkog arhiđakonata.
```

Generallandesarchiv - Karlsruhe: Nicolo Angielini, 1566. g., 
crtež veličine 57x44 cm
```
    U XVI. st. Topolovac je tvrđavno naselje, u kojem se spominje utvrda za obranu od Turaka. Upravo su turske provale izmijenile sliku ovoga kraja. Radi učestalih borbi i migracije stanovništva, župe su propale. Dosta rano obnovljena je samo župa Topolovec, svakako prije nego navode šematizmi 1667. godine. Ona je u XVIII. st. obuhvaćala silno veliko područje bilogorskoga kraja, a onda se postupno smanjivala oživljavanjem, nekih danas susjednih župa (npr. Rovišće) ili osnutkom novih (npr. Donji Mosti). U današnjim granicama nalazi se od 1965. godine.
```

## Gospodarstvo
Većina stanovništva se bavi poljoprivredom, (stočarstvom i ratarstvom), proizvodnjom mlijeka i uzgojem ovaca.
U općini se nalazi i firma Hrast d.o.o. koja zapošljava 10 radnika.

## Poznate osobe
- Mira Marušić, hrvatska ekonomistica
- Gordana Marta Matunci, hrvatska kulturna i prosvjetna djelatnica

## Spomenici i znamenitosti
- Crkva sv. Mihaela arkanđela u Zrinskom Topolovcu
- Crkva Svetog Križa u Gornjem Križu
- Etno hiža

U općini postoje mnogi spomenici antifašistima poginulim u Drugom svjetskom ratu, kao i spomen-ploča poginulom branitelju u Domovinskom ratu.

## Obrazovanje
Osnovna škola za četiri razreda.

## Kultura
- Manifestacija "Dani Zrinskih" u Zrinskom Topolovcu

## Šport
- NK Zrinski Zrinski Topolovac,  natječe se u 2. ŽNL Bjelovarsko-bilogorska
- ŠK Ivan Dvoržak – šahovski klub, ima višestrukih pobjeda na županijskoj i državnoj razini.

## Vanjske poveznice
http://www.zupa-zrinski-topolovac.hr/povijest.htm  Arhivirana inačica izvorne stranice od 20. rujna 2016. (Wayback Machine)